# Démokedész
Démokedész (Kr. e. 5. század) ókori görög orvos.
Krotónról származott, egy ideig Aiginában, később Athénben és Számosz szigetén, majd hosszú időn át I. Dareiosz király udvarában élt Szuszában, mint a király orvosa. Akarata ellenére is sokáig visszatartották a perzsa fővárosban, végül Atossa közbenjárására hazatérhetett. Itt az arisztokraták pártjára állva a demokraták ellen harcolt, de Theagész demokrata megölte. A görög orvostudomány egyik legkorábbi képviselője, a Szuda-lexikon szerint egy orvosi könyvecskét is írt, amely azonban elveszett.